# الیزابت مک‌اینتایر
الیزابت مک‌اینتایر (انگلیسی: Elizabeth McIntyre؛ زادهٔ april ۵, ۱۹۶۵ (۵۹ سال)) ورزشکار اسکی نمایشی اهل ایالات متحده آمریکا است.
وی در مسابقات کشوری و بین‌المللی در مجموع برندهٔ ۱ مدال نقره شده‌است.